# حمود مبرك العازمي
حمود مبرك براك مبارك العازمي (31 ديسمبر 1956 -)؛ نائب سابق في مجلس الأمة الكويتي

## مسيرته
حمود مبرك العازمي حاصل على بكالوريوس طب بشري وعمل طبيب في وزارة الصحة الكويتية وهو عضو سابق في نقابة وزارة الصحة، ترشح لأول مرة لانتخابات مجلس الأمة الكويتي مجلس 2013 وخسر الانتخابات، بينما فاز في انتخابات مجلس الأمة الكويتي 2020 عن الدائرة الخامسة وحصل على 5,347 صوت وجاء في المركز السادس.

## أبرز مواقفه في مجلس الأمة

### مجلس الأمة 2020
| استجواب الوزير حمد جابر العلي (يناير 2022)    | مع الاستجواب |
| استجواب الوزير أحمد ناصر الصباح (فبراير 2022) | ضد الاستجواب |
| استجواب الوزير علي حسين الموسى (مارس 2022)    | ضد الاستجواب |